# (11574) d'Alviella
(11574) d'Alviella es un asteroide perteneciente al cinturón de asteroides descubierto el 16 de enero de 1994 por Eric Walter Elst desde el observatorio de Caussols en Francia.

## Designación y nombre
Designado provisionalmente como 1994 BP3. Fue nombrado d'Alviella en homenaje al conde Eugene Goblet d´Aviella, un historiadora belga (1915-1997).

## Características orbitales
d'Alviella está situado a una distancia media del Sol de 2,2926 ua, pudiendo alejarse hasta 2,8643 ua y acercarse hasta 1,7209 ua. Su excentricidad es 0,2493 y la inclinación orbital 11,7888 grados. Emplea 1267,92 días en completar una órbita alrededor del Sol.

## Características físicas
La magnitud absoluta de d'Alviella es 14,2. Tiene un periodo de rotación de 12,549 horas y 6,536 km de diámetro, y su albedo se estima en 0,114.